# Metzradt Georgette
Metzradt Georgette, született Fellner Georgette, névvariánsok: Medzradt Georgette; Mechard Zsorzsett (Budapest, 1903. – Budapest, 1979. november 30.) magyar színésznő.

## Életpályája
Asszonynevén: dr. Metzradt Károlyné, férje báró volt. Müncheni eljegyzésükről, a Napi hírek című rovatában, a német nyelvű Pester Lloyd 1920. augusztus 30-i száma is írt: 

„Verlobung. Baron Karl Erdmann von Metzradt, München, hat sich mit Fräulein Georgette Fellner verlobt.
Magyarra fordítva:
Eljegyzés. Karl Erdmann von Metzradt báró Münchenben eljegyezte Fellner Georgette kisasszonyt.”

 A harmincas években a Kellér Dezső vezette Bethlen Téri Színpadon szerepelt. Az 1960-as évek végétől filmszínésznőként karakterszerepekben tűnt fel.

## Filmes és televíziós szerepei
- A tanú (1969)... Potocsni elvtársnő (beszédtanár; szerep-betanító)
- Isten hozta, őrnagy úr! (1969)
- Macskajáték (1972) ... Fogorvosnő
- Forró vizet a kopaszra! (1972) ... Boróka orvosnője
- Álmodó ifjúság (1974)
- Ereszd el a szakállamat! (1975)
- A járvány (1976)
- Apám néhány boldog éve (1977)
- A néma dosszié (1978)
- A váratlan utazás (1978)
- Party (1979)
- Napforduló (1979)